# Strumariinae
Strumariinae es una subtribu perteneciente a la familia Amaryllidaceae.
Esta subtribu está caracterizada por las hojas que a menudo se encuentran postradas. Flores zigomorfas o actinomorfas, con o sin un tubo perigonio; estambres connados en un tubo proximal (excepto en Strumaria en un verticilo de estambres que se fusionan con el estilo), frutos dehiscentes, semillas, con un tegumento clorofílico bien desarrollado y testa. Se distribuyen por el sur de África. Sin embargo, existe controversia sobre la delimitación de los géneros en esta subtribu.

## Géneros
- Crossyne Salisb.
- Nerine Herb.
- Brunsvigia Heist.
- Namaquanula D.Müll.-Doblies & U.Müll.-Doblies
- Hessea Herb. 1837
- Strumaria Jacq. ex Willd.